# Haïti aux Jeux paralympiques
Haïti a participé pour la première fois aux Jeux paralympiques aux Jeux paralympiques d'été de 2008 à Pékin. Il n'a remporté aucune médaille dans cette compétition.